# Walid Hichri
Walid Hichri (arabe : وليد الهيشري), né le 5 mars 1986 à l'Ariana, est un footballeur international tunisien qui évoluait au poste de défenseur central. 

## Biographie
En 2008, Walid Hichri rejoint le club russe du Saturn Ramenskoïe mais n'y joue que parmi les jeunes, marquant quatre buts en vingt matchs. En janvier 2009, le club le propose au transfert. À la fin février, Hichri est prêté au club letton du FK Liepājas Metalurgs. Le 28 février, le défenseur tunisien prend part à un match amical qui se solde par la défaite de son équipe (3-1) . En fin de compte, le FK Liepājas Metalurgs refuse de signer un contrat avec lui. À la fin avril, le Saturn Ramenskoïe annule son contrat avec Hichri, qui est en mesure de quitter le club en tant qu'agent libre.
Il retourne en Tunisie et signe un contrat d'un an avec le Club athlétique bizertin. À partir de mai 2010, il joue avec l'Espérance sportive de Tunis pendant trois ans.
Arrivé au sein de l'Avenir sportif de La Marsa, il apprend qu'il souffre d'un cancer mais en guérit en trois mois et retourne sur les terrains après six mois.

## Palmarès
- Championnat de Tunisie (4) : 2008, 2010, 2011, 2012
- Coupe de Tunisie (1) : 2011
- Ligue des champions de la CAF (1) : 2011
- Championnat d'Afrique des nations (1) : 2011
- Championnat de Libye (1) : 2014

## Distinctions personnelles
- Membre de l'équipe type CAF en 2012